# Ludwik Henryk de Bourbon-Condé
Ludwik Henryk Józef de Bourbon-Condé (ur. 13 kwietnia 1756, w Paryżu; zm. 27 sierpnia 1830, w zamku Saint-Leu) − książę francuskiej krwi królewskiej, dziewiąty książę d'Enghien (1756−1772), potem książę de Bourbon (1772−1818) i po śmierci swego ojca w 1818 roku dziewiąty i ostatni książę de Condé, par Francji i zarządca Franche-Comté.

## Życiorys
Jedyny syn Ludwika Józefa, księcia de Condé i jego pierwszej żony − księżniczki Charlotty de Rohan-Soubise. W 1770 poślubił Batyldę Orleańską, córkę Ludwika Filipa, księcia Orleanu i Ludwiki Henrietty de Bourbon-Conti.
W wieku piętnastu lat, w chwili zawarcia tego związku, książę był uważany za zbyt młodego, aby skonsumować swoje małżeństwo. Jego żona powróciła więc do klasztoru, gdy ceremonia dobiegła końca, lecz on zabrał ją i skorzystał ze swego mężowskiego prawa. Mieli jednego syna, Ludwika, księcia d'Enghien, którego porwanie i rozstrzelanie zlecił Napoleon Bonaparte, powziąwszy podejrzenie o zmowie monarchistów i rozjątrzony przez przygotowujących zamach.
W 1778, przy okazji balu maskowego, miała miejsce sprzeczka między księżną de Bourbon i hrabią d'Artois, bratem króla Francji. Aby pomścić zniewagę, książę de Bourbon bił się w pojedynku w lasku Bulońskim ze swym kuzynem. Dwa lata później, w 1780 roku, był już w separacji ze swą małżonką, winny wydrwienia Kondeuszy w sztuce teatralnej, którą ona wyreżyserowała.
Miał następnie dwie nieślubne córki ze śpiewaczką operową, mademoiselle Marguerite Catherine Michelot:
- Adelajdę Charlottę Ludwikę (1780−1874), która poślubiła po raz pierwszy w 1803, w Londynie − Patryka Gabriela de Montessus, hrabiego de Rully (zm. 1831) i po raz drugi Guy de Chaumont, hrabiego de Quitry, szambelana cesarza Napoleona I;
- Ludwikę Charlottę Aglaé (1782−1831).

W 1789 emigrował ze swym ojcem i synem z ojczyzny. Walczył w armii swego ojca, potem w 1792 w Kraju Basków oddzielił się, aby wyprowadzić swoją własną armię. W 1795 organizował chybioną wyprawę hrabiego d'Artois do Wandei. W 1801 wyjechał, aby zamieszkać w Londynie ze swym ojcem. W 1814 powrócił do Francji. Podczas Stu Dni poszukiwał sposobu na zorganizowanie oporu rojalistów w Andegawenii przed ucieczką do Hiszpanii. Za Drugiej Restauracji został mianowany Wielkim Szambelanem.
Gdy mieszkał na emigracji w Londynie, spotkał w 1810, w domu zamkniętym na Piccadilly, Sophie Dawes − służącą, którą uczynił swoją metresą. Umożliwił jej otrzymanie upragnionej edukacji. W czasach Restauracji biorąc pod uwagę separację z nią, wydał ją za barona de Feucheres.

## Testament
W 1829 podpisał testament przekazując baronowej de Feucheres 2 miliony franków, swoje zamki i majątki w Saint-Leu, Taverny, Enghien, Montmorency, i Mortefontaine, jak również pawilon w Pałacu Burbońskim i zamek Écouen w celu stworzenia sierocińca dla dzieci żołnierzy z armii Kondeusza i z Wandei. Resztę swej fortuny − której zamek Chantilly i wszystkie jego dobra warte ok. 66 milionów franków − zapisał swemu potomkowi i chrześniakowi − diukowi d'Aumale, synowi Ludwika Filipa Orleańskiego, przyszłego króla Francuzów. Ten ostatni znalazł się wtedy w wieku ośmiu lat na czele największej fortuny ziemskiej i finansowej Francji. Dziedzic dóbr z długiej linii książąt Kondeuszy zapisał w spadku swemu otoczeniu, po swej śmierci, kwiat swych posiadłości − „własność Chantilly w całości z jej lasem, […], jej gmachami i tym co one zawierają, trofea, tablice, książki, archiwa, przedmioty sztuki” - Instytutowi Francuskiemu.

## Zagadka śmierci
Rankiem 27 sierpnia 1830, krótko po powstaniu monarchii lipcowej, książę Kondeusz (którego nazywano jeszcze, najczęściej, księciem de Bourbon) został znaleziony powieszony za szyję, lecz stopami dotykający ziemi, u zamka okiennego swego pokoju w swoim zamku Saint-Leu, który nabył w 1816. Nic w życiu księcia nie mogło świadczyć o napięciu samobójczym. Natychmiast legitymiści puścili w obieg plotkę o morderstwie, oskarżając króla Ludwika Filipa i królową Marię Amelię o bycie jego komandytariuszami w celu umożliwienia ich ostatniemu synowi wyłudzenie niezmiernej spuścizny księcia.
Spowiednik księcia − ojciec Pellier de Lacroix − ogłosił publicznie, że książę Kondeusz był niewinny swojej śmierci. Uważa się za najbardziej prawdopodobne, że zastosował duszenie jako stymulację seksualną. Baronowa de Feucheres miałaby być utrzymywana w jego zależności z powodu swej zdolności w tej praktyce. Książę miałby ulec seansowi dalej posuniętemu niż zazwyczaj, bądź wypadkowi, bądź morderstwu. Baronowa w następstwie miałaby doprowadzić, z pomocą swego brata, do zainscenizowania samobójstwa. Lecz jeśli nawet baronowa de Feucheres była podejrzewana, to nie była niepokojona, śledztwo nie zyskałoby pozwolenia na powstanie, gdyż zbrodnia była zlecona.
Morderstwo na księciu de Bourbon zostało przepowiedziane w jednym z czterowierszy Nostradamusa. Brzmi on po polsku następująco:
Q.1.39

Nocą w łóżku najważniejszy uduszony,

Dla zbytniego zabawienia blond wybrańca.

Przez trzech Cesarstwo zastąpione wyczerpane,

Na śmierć skaże dokument (garderobiana, straż), & pakiet nie wybrany (nie Leu).